# Menıñ Qazaqstanym
"Menıñ Qazaqstanym" ("Kazakhstan của tôi"), tên chính thức là Quốc ca Cộng hòa Kazakhstan, là quốc ca của Kazakhstan. Bài hát được chấp nhận làm quốc ca chính thức từ ngày 7 tháng 1 năm 2006. Nó được sáng tác bởi Jumeken Najimedenov, sau đó được sửa đổi bởi tổng thống Kazakhstan Nursultan Nazarbayev vào năm 2006, và nhạc được sáng tác bởi Shamshi Kaldayakov.

## Lời

### Tiếng Kazakh
| Ký tự Latinh | Ký tự Kirin | Ký tự Ả Rập | Ký tự Mông Cổ | Chuyển tự IPA |
| --- | --- | --- | --- | --- |
| Altyn kün aspany, Altyn dän dalasy, Erlıktıñ dastany – Elıme qaraşy! Ejelden er degen, Dañqymyz şyqty ğoi, Namysyn bermegen, Qazağym myqty ğoi! Qaiyrma: Menıñ elım, menıñ elım, Gülıñ bolyp egılemın, Jyryñ bolyp tögılemın, elım! Tuğan jerım menıñ — Qazaqstanym! Ūrpaqqa jol aşqan, Keñ baitaq jerım bar. Bırlıgı jarasqan, Täuelsız elım bar. Qarsy alğan uaqytty, Mäñgılık dosyndai. Bızdıñ el baqytty, Bızdıñ el osyndai! Qaiyrmasy | Алтын күн аспаны, Алтын дән даласы, Ерліктің дастаны – Еліме қарашы! Ежелден ер деген, Даңқымыз шықты ғой, Намысын бермеген, Қазағым мықты ғой! Қайырма: Менің елім, менің елім, Гүлің болып егілемін, Жырың болып төгілемін, елім! Туған жерім менің — Қазақстаным! Ұрпаққа жол ашқан, Кең байтақ жерім бар. Бірлігі жарасқан, Тәуелсіз елім бар. Қарсы алған уақытты, Мәңгілік досындай. Біздің ел бақытты, Біздің ел осындай! Қайырмасы | ،التىن ءكۇن اسپانى ،التىن ءدان دالاسى – ءەرلىكتىڭ داستانى .ءەلىمە قاراشى ،ەجەلدەن ەر دەگەن ،داڭقىمىز شىقتى عوي ،نامىسىن بەرمەگەن !قازاعىم مىقتى عوي :قايىرماسى ،ءمەنىڭ ءەلىم، ءمەنىڭ ءەلىم ،ءگۇلىڭ بولىپ ءەگىلەمىن !جىرىڭ بولىپ ءتوگىلەمىن، ءەلىم !تۋعان ءجەرىم ءمەنىڭ — قازاقستانىم ،ۇرپاققا جول اشقان .كەڭ بايتاق ءجەرىم بار ،ءبىرلىگى جاراسقان .ءتاۋەلسىز ءەلىم بار ،قارسى العان ۋاقىتتى .ءماڭگىلىك دوسىنداي ،ءبىزدىڭ ەل باقىتتى !ءبىزدىڭ ەل وسىنداي قايىرماسى | ᠠᠯᠲᠢᠨ ᠻᠦᠨ ᠠᠰᠫᠠᠨᠢ, ᠠᠯᠲᠢᠨ ᠳᠠᠨ ᠳᠠᠯᠠᠰᠢ, ᠡᠷᠯᠢᠻᠲᠢᠨ ᠳᠠᠰᠲᠠᠨᠢ – ᠡᠯᠢᠮᠡ ᠬᠠᠷᠠᠴᠢ! ᠡᠵᠡᠯᠳᠡᠨ ᠡᠷ ᠳᠡᠭᠡᠨ, ᠳᠠᠨᠬᠢᠮᠢᠽ ᠴᠢᠬᠲᠢ ᠭᠣᠶ, ᠨᠠᠮᠢᠰᠢᠨ ᠪᠡᠷᠮᠡᠭᠡᠨ, ᠬᠠᠽᠠᠬᠢᠮ ᠮᠢᠬᠲᠢ ᠭᠣᠶ! ᠬᠠᠶᠷᠮᠠ: ᠮᠡᠨᠢᠨ ᠡᠯᠢᠮ, ᠮᠡᠨᠢᠨ ᠡᠯᠢᠮ, ᠭᠦᠯᠦᠨ ᠪᠣᠯᠤᠫ ᠡᠭᠢᠯᠡᠮᠢᠨ, ᠶᠢᠷᠢᠨ ᠪᠣᠯᠤᠫ ᠲᠥᠭᠦᠯᠥᠮᠦᠨ, ᠡᠯᠢᠮ! ᠲᠤᠸᠭᠠᠨ ᠶᠡᠷᠢᠮ ᠮᠡᠨᠢᠨ — ᠬᠠᠽᠠᠬᠰᠲᠠᠨᠢᠮ! ᠤᠷᠫᠠᠬᠭᠠ ᠶᠣᠯ ᠠᠱᠬᠠᠨ, ᠻᠡᠨ ᠪᠠᠶᠲᠠᠬ ᠶᠡᠷᠢᠮ ᠪᠠᠷ. ᠪᠢᠷᠯᠢᠭᠢ ᠶᠠᠷᠠᠰᠬᠠᠨ, ᠲᠠᠸᠡᠯᠰᠢᠽ ᠡᠯᠢᠮ ᠪᠠᠷ. ᠬᠠᠷᠰᠢ ᠠᠯᠭᠠᠨ ᠸᠠᠬᠲᠯᠢ, ᠮᠠᠩᠢᠯᠢᠻ ᠳᠣᠰᠤᠨᠳᠠᠶ. ᠪᠢᠽᠳᠢᠨ ᠡᠯ ᠪᠠᠬᠲᠯᠢ, ᠪᠢᠽᠳᠢᠨ ᠡᠯ ᠣᠰᠤᠨᠳᠠᠶ! ᠬᠠᠶᠷᠮᠠᠰᠢ | [ɑ̝ɫ̪.ˈt̪ə̃ŋ‿kʏ̞̃n̪ ɑ̝s̪.pɑ̝̃.ˈn̪ə ǀ] [ɑ̝ɫ̪.ˈt̪ə̃n̪‿d̪æ̝̃n̪ d̪ɑ̝.ɫ̪ɑ̝.ˈs̪ə ǀ] [je̘r̪.l̪ɪ̞k.ˈt̪ɪ̞̃ŋ d̪ɑ̝s̪.t̪ɑ̝̃.ˈn̪ə ǀ] [je̘.l̪ɪ̞̃.ˈmʲe̘ qɑ̝.ˈr̪ɑ̝.ʃə ǁ] [je̘.ʒʲe̘l̪ʲ.ˈd̪ʲẽ̘n̪ je̘r̪ d̪ʲe̘.ˈɡʲẽ̘n̪ ǀ] [d̪ɑ̝̃ɴ.qə̃.ˈməz̪ ʃəq.ˈt̪ə ʁo̞j ǁ] [n̪ɑ̝̃.mə.ˈs̪ə̃n̪ bʲe̘r̪.mʲe̘.ˈɡʲẽ̘n̪ ǀ] [qɑ̝.z̪ɑ̝.ˈʁə̃m məq.ˈt̪ə ʁo̞j ǁ] [qɑ̝.jər̪.ˈmɑ̝] [mʲẽ̘.ˈn̪ɪ̞̃ŋ̟ je̘.ˈl̪ɪ̞̃m ǀ mʲẽ̘.ˈn̪ɪ̞̃ŋ̟ je̘.ˈl̪ɪ̞̃m ǀ] [ɡʏ̞.ˈl̪ʏ̞̃ŋ bo̞.ˈɫ̪ʊp ǀ je̘.ɣɪ̞.ˈl̪ʲẽ̘.mɪ̞̃n̪ ǀ] [ʒə.ˈr̪ə̃ŋ bo̞.ˈɫ̪ʊp t̪ɵ.ɣʏ̞.ˈl̪ʲẽ̘.mɪ̞̃n̪ ǀ je̘.ˈl̪ɪ̞̃m ǁ] [t̪u.ˈʁɑ̝̃n̪ ʒʲe̘.ˈr̪ɪ̞̃m mʲẽ̘.ˈn̪ɪ̞̃ŋ̟ ǀ qɑ̝.z̪ɑ̝.q(χə)s̪.t̪ɑ̝̃.ˈn̪ə̃m ǁ] [o̙r̪.pɑ̝q̚.ˈqɑ̝ ʒo̞ɫ̪ ɑ̝ʃ.ˈqɑ̝̃n̪ ǀ] [kʲẽ̘m‿bɑ̝j.ˈt̪ɑ̝q ʒʲe̘.ˈr̪ɪ̞̃m bɑ̝r̪ ǁ] [bɪ̞r̪.l̪ɪ̞.ˈɣɪ̞ ʒɑ̝.r̪ɑ̝s̪.ˈqɑ̝̃n̪ ǀ] [t̪æ̝.β̞ʲe̘l̪ʲ.ˈs̪ɪ̞z̪ je̘.ˈl̪ɪ̞̃m bɑ̝r̪ ǁ] [qɑ̝r̪s̪‿ɑ̝ʟ̠.ˈʁɑ̝̃n̪ wɑ̝.χət̪̚.ˈt̪ə ǀ] [mæ̝̃ŋ.gɪ̞.ˈl̪ɪ̞k d̪o̞.ˈs̪ʊ̃n̪.d̪ɑ̝j ǁ] [bɪ̞z̪.ˈd̪ɪ̞̃ŋ̟ je̘l̪ʲ bɑ̝.χət̪̚.ˈt̪ə ǀ] [bɪ̞z̪.ˈd̪ɪ̞̃ŋ̟ je̘l̪ʲ wo̙.ˈs̪ʊ̃n̪.d̪ɑj ǁ] [qɑ̝.jər̪.mɑ̝.ˈs̪ə] |

### Trong các ngôn ngữ khác
| Tiếng Nga | Tiếng Đông Can | Tiếng Việt |
| --- | --- | --- |
| Солнца свет в небесах, Урожай на полях, Песнь о смелых сынах Прославляют в веках! Слава нашей земли С давних пор на устах. Как ты горд и силён, Мой родной Казахстан! Припев: Край мой родной! Мой народ со мной! В поле цветок, взращенный тобой. Песня звенит на устах народа: Родина — свобода — вечный Казахстан! Все пути предо мной Распахнул шар земной, И сплочённый народ В светлый путь нас зовёт. Кровных уз и добра, Счастья нового дня – Ты, отчизна моя, Всё дала мне сполна! Припев | Тянконшон җин тэён, Тян-ешон җин сулён. Җы йинщүнди читан Зусы вәди җящён. Зо зэ йүангў сы Вәму йи фон гуонмон, Вәму хазах жын Зыхо ю чёнҗуон. Фугә: Вәди җящён, вәди җящён, Вәсы ниди хуар кэфон, Вәсы ниди гәр гочон, җящён! Зусы вәди зўгуй Хазахстан! Вәю вуҗи хәсан, Вилэ дадо тунчон. Вәю жынмин дўли Зыҗў түанҗе жў йиҗя. Вәму куэлуә гуйтў Южў җыю йибан, Вәму куэлуә минҗун Йинҗе щинди шыдэ. Фугә | Mặt trời chiếu rọi bầu trời, Cả vùng thảo nguyên xanh bạt ngàn, Huyền thoại này, niềm tin ấy, Hãy ngước lên đất nước tôi! Từ ngàn xưa, khi dựng nước Đã nổi lên bao anh hùng, Một ý chí, một dòng máu Mang tên "Kazakh" mãi vững bền! Điệp khúc: Ôi quê hương tôi, Tổ quốc của tôi, Như bông hồng tươi, rạng ngời dưới ánh nắng. Như bản hùng ca, đất nước tôi luôn thuộc về! Quê hương đỗi yêu thương này, Kazakhstan của tôi! Ngày tự do đã đến rồi, Ánh vàng thống nhất soi sáng lòa, Ôi nhân dân đầy vinh quang, Đã vẽ nên đất nước tôi. Tương lai sẽ là thử thách Đồng bào ta xây nước nhà! Cầu sao cho quê hương ấy, Sẽ được bảo vệ bởi Chúa trời! Điệp khúc (2 lần) |